# Al-Hamama
Pour plus de détails, voir Fiche technique et Distribution.
Al-Hamama est un film documentaire réalisé en 2006 par Zouhair El Hairan.

## Synopsis
Le 3 avril 2004, peu après les attentats du 11 mars 2004 à Madrid, un appartement explose à Leganés avec les auteurs présumés, qui avaient agi ainsi au nom de l'islam. Cinq d’entre eux, presque tous très jeunes, étaient originaires de Tétouan, également la ville d’origine de Zouhair El-Hairan. C’est pour cette raison que le réalisateur y retourne, surpris par le rapprochement établi entre ces attaques, sa ville et sa religion. En s’appuyant sur une série de conversations spontanées avec différents personnages de la ville, Al Hamama établit une réflexion sur la relation des explosions avec l’islam, et sur la motivation des auteurs des attentats.

## Fiche technique
- Réalisation : Zouhair El Hairan
- Production : Alea Docs & Films Sl
- Scénario : Zouhair El Hairan, Óscar Vega, Isaac Lupiáñez
- Image : Óscar Vega
- Son : Isaac Lupiáñez
- Musique : Temas varios
- Montage : Lluna Antúnez

## Récompenses
- Festival International du court-métrage Universitaire, Unifest'2006